# مارک هتفیلد
مارک اودوم هتفیلد (به انگلیسی: Mark Odom Hatfield) سناتور سابق عضو حزب جمهوری‌خواه ایالات متحده آمریکا بود. وی در سال ۱۹۶۷ تا ۱۹۹۷ میلادی سناتور ایالت اورگن در سنای ایالات متحده آمریکا بود.